# 麥樹堅
麥樹堅（1979年—），廣東寶安人，香港作家，畢業於南屯門官立中學，現為香港浸會大學語文中心一級講師。他熱愛文學，專研晚清小說、香港文學和文學創作。

## 生平
麥樹堅在屯門長大，中學時沉迷打籃球、看漫畫，「宅男」和「雜魚」等形象一直伴隨他成長，他的作品深受這些成長背景影響，《雜魚又如何》、《對話無多》等尤其明顯。
麥樹堅畢業於香港浸會大學中國語言文學系，並在同校完成哲學碩士課程。在學時，他開始創作，當時師長朋輩力於文學交流，他最後更受胡燕青老師啟發與鼓勵，踏上文學之路。《對話無多》（2003年初版）正收錄了麥樹堅大學時期寫的散文，並憑〈從外緣到外緣〉獲全球華文青年文學獎散文組冠軍。
大學畢業後曾在2007年至2009年間擔任本地獨立文學創作誌《月台》總編輯，做過排版、設計工作。後來在2008年加入浸大語文中心，開始教學工作。
麥樹堅熱愛文學，專研晚清小說、香港文學和文學創作，於2010年起籌辦「獅子山詩歌朗誦會 （页面存档备份，存于）」，及於校園、圖書館、香港書展等主講文學講座。2017年，他曾出演香港電台製作的紀錄片——「華人作家II」第五集《對話無多 而我們行走》，提到希望透過文學把與城市的緣份延續下去。他曾在「拒絕入海的細流」訪談中提到自己家容不下一個書櫃，但最後也沒有放棄寫作。他說「不寫作不會死」，但不創作卻無法令人生完整。

## 作品[1]
| 書名         | 出版年 | 出版地 | 出版社         |
| ------------ | ------ | ------ | -------------- |
| 《囈長夜多》 | 2022   | 香港   | 後話文字工作室 |
| 《烏亮如夜》 | 2018   | 香港   | 後話文字工作室 |
| 《未了》     | 2011   | 香港   | Kubrick        |

| 書名         | 出版年 | 出版地 | 出版社     |
| ------------ | ------ | ------ | ---------- |
| 《板栗集》   | 2019   | 香港   | 匯智出版社 |
| 《琉璃珠》   | 2017   | 中國   | 花城出版社 |
| 《絢光細瀧》 | 2016   | 香港   | 匯智出版社 |
| 《目白》     | 2009   | 香港   | 匯智出版社 |
| 《對話無多》 | 2003   | 香港   | 匯智出版社 |

| 書名         | 出版年 | 出版地 | 出版社     |
| ------------ | ------ | ------ | ---------- |
| 《石沉舊海》 | 2004   | 香港   | 匯智出版社 |

| 書名                                 | 出版年 | 出版地 | 出版社     |
| ------------------------------------ | ------ | ------ | ---------- |
| 《雜魚又如何》                       | 2011   | 香港   | 突破出版社 |
| 《突圍長跑隊 》                      | 2008   | 香港   | 突破出版社 |
| 《愛在溫柔流動──嘉榆老師的生命教育》 | 2007   | 香港   | 突破出版社 |

| 書名                 | 著作形式               | 出版年 | 出版地 | 出版社                 |
| -------------------- | ---------------------- | ------ | ------ | ---------------------- |
| 《用愛, 煮一碗糖水》 | 麥樹堅著               | 2007   | 香港   | 突破出版社             |
| 《天作之盒》         | 麥樹堅著，影音使團原著 | 2005   | 香港   | 青桐社文化事業有限公司 |

| 書名                                | 著作形式                             | 出版年 | 出版地 | 出版社     |
| ----------------------------------- | ------------------------------------ | ------ | ------ | ---------- |
| 《四十二張手帖──年輕人寫世界》      | 麥樹堅著，胡燕青著，42位年輕寫作人著 | 2013   | 香港   | 突破出版社 |
| 《途上：賞閱年輕人的文章風景》      | 麥樹堅著，鄧擎宇著                   | 2015   | 香港   | 匯智出版社 |
| 《起點 ── 從年輕人的作品學個功課 》 | 麥樹堅著，胡燕青著                   | 2011   | 香港   | 匯智出版社 |

## 獎項[1]
- 第十四屆香港中文文學散文組雙年獎，2017。
- 中文文學創作獎小說組冠軍，2012年。
- 香港藝術發展獎—藝術新進獎，2003年。
- 中文文學創作獎散文組亞軍，2002年。
- 第二十九屆青年文學獎新詩高級組亞軍，2002年。
- 第一屆大學文學獎新詩組冠軍、散文組及小說組亞軍，2002年。
- 第一屆新紀元全球華文青年文學獎散文組冠軍，2000年。
- 二十七屆青年文學獎散文高級組亞軍，2000年。

## 文學活動
| 活動名稱                                         | 主辦方                           | 角色     | 年份      |
| 第七屆全球華文青年文學獎開展儀式歷屆得獎人對談中 | 香港中文大學文學院               | 嘉賓     | 2019      |
| 台北國際書展「夜行者的步履」                     | 中華民國文化部                   | 嘉賓     | 2019      |
| 「因為未了，便烏亮如夜」                         | 後話文字工作室                   | 講者     | 2019      |
| 九龍城書節「麥樹堅、梁偉洛新書分享會」           | 後話文字工作室                   | 講者     | 2018      |
| 筆述我城他與她：初中學生文學景點考察             | 香港文學研究中心                 | 導師     | 2018      |
| 文學讀寫工作坊                                   | 香港文學研究中心                 | 導師     | 2017-2018 |
| 第十一屆香港文學節座談會                         | 康樂及文化事務處及香港公共圖書館 | 講者     | 2016      |
| 第九屆香港文學節座談會                           | 康樂及文化事務處及香港公共圖書館 | 講者     | 2012      |
| 「獅子山詩歌朗誦會」                             | 香港浸會大學語文中心             | 主力籌辦 | 2010      |